# Jade Grillet Aubert
Jade Grillet Aubert (* 22. November 1997 in Évian-les-Bains, Haute-Savoie) ist eine französische Freestyle-Skierin und ehemalige Skirennläuferin. Sie ist auf die Disziplin Skicross spezialisiert. Bei den Weltmeisterschaften 2025 gewann sie die Mixed-Silbermedaille.

## Biografie

### Ski Alpin
Jade Grillet Aubert begann ihre sportliche Laufbahn als Skirennläuferin und bestritt im Alter von 16 Jahren in Val Thorens ihre ersten FIS-Rennen. Im Januar 2014 startete sie auf dem Serre Chevalier erstmals im Europacup. Nachdem sie fast ausschließlich bei Europacup- und FIS-Rennen gestartet war, nahm sie im Südwinter 2016 am South American Cup in Chile teil. Mit fünf Podestplätzen, darunter ein Sieg im Riesenslalom von El Colorado, schaffte sie es in vier von fünf Disziplinenwertungen unter die besten fünf und belegte in der Gesamtwertung Platz sechs. Ein paar Monate danach erreichte sie bei den Juniorenweltmeisterschaften in Åre Rang 17 in ihrer Paradedisziplin Riesenslalom. Am Saisonende gelang ihr mit dem Gewinn des französischen Vizemeistertitels hinter Tessa Worley ein Prestigeerfolg. Im Rahmen ihrer zweiten und letzten Juniorenweltmeisterschaften in Davos kam sie nicht über Riesenslalomrang 23 hinaus. Im März 2018 fuhr sie als Europacup-Zehnte in La Molina zu ihrem ersten und einzigen Spitzenresultat auf diesem Niveau. Im folgenden Dezember verzeichnete sie in Courchevel ihren einzigen Weltcup-Start, konnte sich dabei aber nicht für den zweiten Durchgang qualifizieren. Ihre letzten alpinen FIS-Rennen bestritt sie im April 2019 in Les Menuires.

### Freestyle-Skiing
Im Dezember 2019 feierte Grillet Aubert mit Platz sieben beim Europacup in Val Thorens einen gelungenen Einstand im Skicross. Noch im selben Winter gewann sie auf der Reiteralm ihr erstes Rennen und belegte in der Disziplinenwertung Platz drei. Nach ihrem Weltcup-Debüt am 1. Februar 2020 benötigte sie lediglich drei Rennen, um an die Weltspitze vorzudringen. Im folgenden Dezember schaffte sie es in Val Thorens zweimal in den Endlauf und belegte auf Anhieb Rang zwei zwischen den Weltmeisterinnen Fanny Smith und Marielle Thompson. Nach weiteren Platzierungen unter den besten zehn belegte sie bei ihren ersten Weltmeisterschaften in Idre Platz zwölf. Ebendort gelangen ihr im Jahr darauf zwei weitere Podestplätze, womit sie sich für die Olympischen Spiele von Peking qualifizierte. In China musste sie sich allerdings mit Rang 14 begnügen. Im Weltcup erreichte sie als Disziplinenfünfte ein Karrierehoch, am Saisonende kürte sie sich erstmals zur französischen Staatsmeisterin.
Nach durchwachsenen Weltcup-Resultaten schaffte es Grillet Aubert bei ihren zweiten Weltmeisterschaften im Engadin bis ins Halbfinale und erreichte als Fünfte ihr bestes Ergebnis bei einem Großereignis. Im Mixed-Wettbewerb gewann sie an der Seite von Melvin Tchiknavorian die Silbermedaille.

## Erfolge Ski Alpin

### South American Cup
- Saison 2016: 6. Gesamtwertung, 4. Super-G-Wertung, 5. Abfahrtswertung, 5. Riesenslalomwertung
- 5 Podestplätze, davon 1 Sieg:

| Datum           | Ort         | Land  | Disziplin    |
| --------------- | ----------- | ----- | ------------ |
| 27. August 2016 | El Colorado | Chile | Riesenslalom |

### Juniorenweltmeisterschaften
- Åre 2017: 17. Riesenslalom
- Davos 2018: 23. Riesenslalom

### Weitere Erfolge
- 1 französischer Vizemeistertitel (Riesenslalom 2017)
- 1 Sieg in einem FIS-Rennen

## Erfolge Freestyle

### Olympische Spiele
- Peking 2022: 14. Skicross

### Weltmeisterschaften
- Idre 2021: 12. Skicross
- Engadin 2025: 2. Skicross Mixed, 5. Skicross

### Weltcup
- 30 Platzierungen unter den besten zehn, davon 4 Podestplätze

### Weltcupwertungen
| Saison  | Gesamt | Gesamt | Skicross | Skicross |
| Saison  | Platz  | Punkte | Platz    | Punkte   |
| ------- | ------ | ------ | -------- | -------- |
| 2019/20 | 184.   | 1      | 35.      | 11       |
| 2020/21 | –      | –      | 9.       | 313      |
| 2021/22 | –      | –      | 5.       | 396      |
| 2022/23 | –      | –      | 12.      | 310      |
| 2023/24 | –      | –      | 19.      | 128      |

### Europacup
- Saison 2019/20: 3. Skicross-Wertung
- 1 Sieg:

| Datum            | Ort       | Land       | Disziplin |
| ---------------- | --------- | ---------- | --------- |
| 20. Februar 2020 | Reiteralm | Österreich | Skicross  |

### Weitere Erfolge
- 1 französischer Meistertitel (Skicross 2022)
- 1 französischer Vizemeistertitel (Skicross 2023)
- 1 Podestplatz im South American Cup